# Eleições autárquicas portuguesas de 1993 na Madeira
| Eleições autárquicas portuguesas de 1993 Distritos: Aveiro \| Beja \| Braga \| Bragança \| Castelo Branco \| Coimbra \| Évora \| Faro \| Guarda \| Leiria \| Lisboa \| Portalegre \| Porto \| Santarém \| Setúbal \| Viana do Castelo \| Vila Real \| Viseu \| Açores \| Madeira |

## Resultados por concelho
Os resultados nos concelhos da Região Autónoma dos Açores foram os seguintes:

### Calheta
| Partido                 | Partido                           | Votos | %               | +/-  | Vereadores | +/-     |
| ----------------------- | --------------------------------- | ----- | --------------- | ---- | ---------- | ------- |
|                         | Partido Social Democrata          | 3 362 | 51,57 / 100,00  | 2,26 | 3 / 5      | Estável |
|                         | Partido Popular                   | 2 379 | 36,49 / 100,00  | 5,39 | 2 / 5      | Estável |
|                         | Partido Socialista                | 520   | 7,98 / 100,00   | 3,74 | 0 / 5      | Estável |
|                         | Coligação Democrática Unitária    | 94    | 1,44 / 100,00   | 0,98 | 0 / 5      | Estável |
|                         | União Democrática Popular         | 18    | 0,28 / 100,00   | 0,10 | 0 / 5      | Estável |
|                         | Partido da Solidariedade Nacional | 5     | 0,08 / 100,00   | Novo | 0 / 5      | Novo    |
| Votos Inválidos         | Votos Inválidos                   | 141   | 2,16 / 100,00   | 0,36 |            |         |
| Total                   | Total                             | 6 519 | 100,00 / 100,00 |      | 5 / 5      |         |
| Eleitorado/Participação | Eleitorado/Participação           | 9 892 | 65,90 / 100,00  | 2,44 |            |         |

### Câmara de Lobos
| Partido                 | Partido                           | Votos  | %               | +/-   | Vereadores | +/-     |
| ----------------------- | --------------------------------- | ------ | --------------- | ----- | ---------- | ------- |
|                         | Partido Social Democrata          | 6 528  | 52,27 / 100,00  | 14,36 | 5 / 7      | 1       |
|                         | Partido Socialista                | 2 687  | 21,52 / 100,00  | 0,08  | 2 / 7      | 1       |
|                         | Coligação Democrática Unitária    | 1 221  | 9,78 / 100,00   | 6,57  | 0 / 7      | Estável |
|                         | União Democrática Popular         | 788    | 6,31 / 100,00   | 1,81  | 0 / 7      | Estável |
|                         | Partido Popular                   | 583    | 4,67 / 100,00   | -     | 0 / 7      | -       |
|                         | Partido da Solidariedade Nacional | 211    | 1,69 / 100,00   | Novo  | 0 / 7      | Novo    |
| Votos Inválidos         | Votos Inválidos                   | 470    | 3,77 / 100,00   | 0,44  |            |         |
| Total                   | Total                             | 12 488 | 100,00 / 100,00 |       | 7 / 7      |         |
| Eleitorado/Participação | Eleitorado/Participação           | 21 014 | 59,43 / 100,00  | 5,47  |            |         |

### Funchal
| Partido                 | Partido                           | Votos  | %               | +/-  | Vereadores | +/-     |
| ----------------------- | --------------------------------- | ------ | --------------- | ---- | ---------- | ------- |
|                         | Partido Social Democrata          | 24 480 | 43,64 / 100,00  | 1,46 | 5 / 9      | Estável |
|                         | Partido Socialista                | 17 924 | 31,96 / 100,00  | -    | 3 / 9      | -       |
|                         | Partido Popular                   | 6 572  | 11,72 / 100,00  | -    | 1 / 9      | -       |
|                         | União Democrática Popular         | 3 046  | 5,43 / 100,00   | 0,27 | 0 / 9      | Estável |
|                         | Coligação Democrática Unitária    | 1 177  | 2,10 / 100,00   | 0,41 | 0 / 9      | Estável |
|                         | Partido da Solidariedade Nacional | 1 014  | 1,81 / 100,00   | Novo | 0 / 9      | Novo    |
|                         | Movimento Partido da Terra        | 290    | 0,52 / 100,00   | Novo | 0 / 9      | Novo    |
| Votos Inválidos         | Votos Inválidos                   | 1 586  | 2,83 / 100,00   | 1,07 |            |         |
| Total                   | Total                             | 56 089 | 100,00 / 100,00 |      | 9 / 9      |         |
| Eleitorado/Participação | Eleitorado/Participação           | 93 620 | 59,91 / 100,00  | 6,72 |            |         |

### Machico
| Partido                 | Partido                           | Votos  | %               | +/-   | Vereadores | +/-     |
| ----------------------- | --------------------------------- | ------ | --------------- | ----- | ---------- | ------- |
|                         | Partido Socialista                | 5 529  | 47,42 / 100,00  | 44,23 | 4 / 7      | 4       |
|                         | Partido Social Democrata          | 4 925  | 42,24 / 100,00  | 1,08  | 3 / 7      | Estável |
|                         | Partido Popular                   | 678    | 5,82 / 100,00   | -     | 0 / 7      | -       |
|                         | União Democrática Popular         | 154    | 1,32 / 100,00   | 48,64 | 0 / 7      | 4       |
|                         | Coligação Democrática Unitária    | 72     | 0,62 / 100,00   | 0,47  | 0 / 7      | Estável |
|                         | Partido da Solidariedade Nacional | 23     | 0,20 / 100,00   | Novo  | 0 / 7      | Novo    |
| Votos Inválidos         | Votos Inválidos                   | 278    | 2,39 / 100,00   | 0,05  |            |         |
| Total                   | Total                             | 11 659 | 100,00 / 100,00 |       | 7 / 7      |         |
| Eleitorado/Participação | Eleitorado/Participação           | 17 491 | 66,66 / 100,00  | 0,11  |            |         |

### Ponta do Sol
| Partido                 | Partido                           | Votos | %               | +/-   | Vereadores | +/-     |
| ----------------------- | --------------------------------- | ----- | --------------- | ----- | ---------- | ------- |
|                         | Partido Social Democrata          | 2 972 | 63,82 / 100,00  | 16,52 | 4 / 5      | 1       |
|                         | Partido Popular                   | 1 315 | 28,24 / 100,00  | 19,58 | 1 / 5      | 1       |
|                         | União Democrática Popular         | 178   | 3,82 / 100,00   | 2,52  | 0 / 5      | Estável |
|                         | Coligação Democrática Unitária    | 46    | 0,99 / 100,00   | 0,63  | 0 / 5      | Estável |
|                         | Partido da Solidariedade Nacional | 44    | 0,94 / 100,00   | Novo  | 0 / 5      | Novo    |
| Votos Inválidos         | Votos Inválidos                   | 102   | 2,19 / 100,00   | 0,93  |            |         |
| Total                   | Total                             | 4 657 | 100,00 / 100,00 |       | 5 / 5      |         |
| Eleitorado/Participação | Eleitorado/Participação           | 6 797 | 68,52 / 100,00  | 0,99  |            |         |

### Porto Moniz
| Partido                 | Partido                        | Votos | %               | +/-   | Vereadores | +/-     |
| ----------------------- | ------------------------------ | ----- | --------------- | ----- | ---------- | ------- |
|                         | Partido Social Democrata       | 1 150 | 53,24 / 100,00  | 16,39 | 3 / 5      | 1       |
|                         | Partido Socialista             | 936   | 43,33 / 100,00  | -     | 2 / 5      | -       |
|                         | Coligação Democrática Unitária | 20    | 0,93 / 100,00   | 0,40  | 0 / 5      | Estável |
|                         | União Democrática Popular      | 7     | 0,32 / 100,00   | 0,36  | 0 / 5      | Estável |
| Votos Inválidos         | Votos Inválidos                | 47    | 2,17 / 100,00   | 1,55  |            |         |
| Total                   | Total                          | 2 160 | 100,00 / 100,00 |       | 5 / 5      |         |
| Eleitorado/Participação | Eleitorado/Participação        | 3 010 | 71,76 / 100,00  | 0,47  |            |         |

### Porto Santo
| Partido                 | Partido                           | Votos | %               | +/-   | Vereadores | +/-     |
| ----------------------- | --------------------------------- | ----- | --------------- | ----- | ---------- | ------- |
|                         | Partido Socialista                | 1 864 | 64,61 / 100,00  | 16,06 | 4 / 5      | 1       |
|                         | Partido Social Democrata          | 829   | 28,73 / 100,00  | 19,07 | 1 / 5      | 1       |
|                         | Partido Popular                   | 74    | 2,56 / 100,00   | -     | 0 / 5      | -       |
|                         | Partido da Solidariedade Nacional | 19    | 0,66 / 100,00   | Novo  | 0 / 5      | Novo    |
|                         | União Democrática Popular         | 14    | 0,49 / 100,00   | -     | 0 / 5      | -       |
|                         | Coligação Democrática Unitária    | 12    | 0,42 / 100,00   | 0,37  | 0 / 5      | Estável |
| Votos Inválidos         | Votos Inválidos                   | 73    | 2,53 / 100,00   | 0,32  |            |         |
| Total                   | Total                             | 2 885 | 100,00 / 100,00 |       | 5 / 5      |         |
| Eleitorado/Participação | Eleitorado/Participação           | 3 623 | 79,63 / 100,00  | 3,96  |            |         |

### Ribeira Brava
| Partido                 | Partido                        | Votos  | %               | +/-   | Vereadores | +/-     |
| ----------------------- | ------------------------------ | ------ | --------------- | ----- | ---------- | ------- |
|                         | Partido Social Democrata       | 4 601  | 63,67 / 100,00  | 13,26 | 5 / 7      | 2       |
|                         | Partido Socialista             | 2 106  | 29,14 / 100,00  | 9,02  | 2 / 7      | Estável |
|                         | Coligação Democrática Unitária | 95     | 1,31 / 100,00   | 0,90  | 0 / 7      | Estável |
|                         | Partido Popular                | 83     | 1,15 / 100,00   | 4,81  | 0 / 7      | Estável |
|                         | União Democrática Popular      | 66     | 0,91 / 100,00   | 0,49  | 0 / 7      | Estável |
| Votos Inválidos         | Votos Inválidos                | 275    | 3,81 / 100,00   | 0,15  |            |         |
| Total                   | Total                          | 7 226  | 100,00 / 100,00 |       | 7 / 7      | 2       |
| Eleitorado/Participação | Eleitorado/Participação        | 10 669 | 67,73 / 100,00  | 3,75  |            |         |

### Santa Cruz
| Partido                 | Partido                           | Votos  | %               | +/-   | Vereadores | +/-     |
| ----------------------- | --------------------------------- | ------ | --------------- | ----- | ---------- | ------- |
|                         | Partido Social Democrata          | 6 883  | 52,15 / 100,00  | 11,17 | 4 / 7      | 1       |
|                         | Partido Socialista                | 4 795  | 36,33 / 100,00  | 12,04 | 3 / 7      | 1       |
|                         | Partido Popular                   | 564    | 4,27 / 100,00   | 1,42  | 0 / 7      | Estável |
|                         | União Democrática Popular         | 233    | 1,77 / 100,00   | 0,44  | 0 / 7      | Estável |
|                         | Coligação Democrática Unitária    | 199    | 1,51 / 100,00   | 0,40  | 0 / 7      | Estável |
|                         | Partido da Solidariedade Nacional | 139    | 1,05 / 100,00   | Novo  | 0 / 7      | Novo    |
| Votos Inválidos         | Votos Inválidos                   | 386    | 2,93 / 100,00   | 0,45  |            |         |
| Total                   | Total                             | 13 199 | 100,00 / 100,00 |       | 7 / 7      |         |
| Eleitorado/Participação | Eleitorado/Participação           | 19 513 | 67,64 / 100,00  | 3,73  |            |         |

### Santana
| Partido                 | Partido                           | Votos | %               | +/-   | Vereadores | +/-     |
| ----------------------- | --------------------------------- | ----- | --------------- | ----- | ---------- | ------- |
|                         | Partido Social Democrata          | 3 355 | 62,52 / 100,00  | 7,37  | 4 / 5      | 1       |
|                         | Partido Socialista                | 1 566 | 29,18 / 100,00  | 16,79 | 1 / 5      | 1       |
|                         | Partido Popular                   | 205   | 3,82 / 100,00   | 8,55  | 0 / 5      | Estável |
|                         | Partido da Solidariedade Nacional | 28    | 0,52 / 100,00   | Novo  | 0 / 5      | Novo    |
|                         | União Democrática Popular         | 22    | 0,41 / 100,00   | 0,87  | 0 / 5      | Estável |
|                         | Coligação Democrática Unitária    | 15    | 0,28 / 100,00   | 0,42  | 0 / 5      | Estável |
| Votos Inválidos         | Votos Inválidos                   | 175   | 3,26 / 100,00   | 0,12  |            |         |
| Total                   | Total                             | 5 366 | 100,00 / 100,00 |       | 5 / 5      |         |
| Eleitorado/Participação | Eleitorado/Participação           | 8 432 | 63,64 / 100,00  | 1,37  |            |         |

### São Vicente
| Partido                 | Partido                        | Votos | %               | +/-   | Vereadores | +/-     |
| ----------------------- | ------------------------------ | ----- | --------------- | ----- | ---------- | ------- |
|                         | Partido Social Democrata       | 1 839 | 54,85 / 100,00  | 10,31 | 3 / 5      | 1       |
|                         | Partido Socialista             | 723   | 21,56 / 100,00  | -     | 1 / 5      | -       |
|                         | Partido Popular                | 613   | 18,28 / 100,00  | -     | 1 / 5      | -       |
|                         | União Democrática Popular      | 55    | 1,64 / 100,00   | 0,55  | 0 / 5      | Estável |
|                         | Coligação Democrática Unitária | 12    | 0,36 / 100,00   | 1,15  | 0 / 5      | Estável |
| Votos Inválidos         | Votos Inválidos                | 111   | 3,31 / 100,00   | 0,17  |            |         |
| Total                   | Total                          | 3 353 | 100,00 / 100,00 |       | 5 / 5      |         |
| Eleitorado/Participação | Eleitorado/Participação        | 5 881 | 57,01 / 100,00  | 0,12  |            |         |